# Hans-Joachim Niesel
Hans-Joachim Niesel (* 6. Januar 1938 in Fulda; † 26. Februar 2025) war ein deutscher Historiker, der sich intensiv mit der Geschichte der Kolonialverwaltung, den Missionen und der Rolle der Universitäten in Afrika befasst und sich gemeinsam mit seiner Ehefrau Jutta Blumenau-Niesel Verdienste um die Beziehungen zwischen Deutschland und Brasilien erworben hat.

## Leben und Werk
Er war der Sohn des Agraringenieurs Rudolf Niesel und dessen Ehefrau Luise geborene Dormann. Nach dem Abitur studierte Hans-Joachim Niesel Politologie und Neuere Geschichte an der Universität Marburg und an der Freien Universität Berlin. Dort promovierte er 1971 am Fachbereich 13 – Geschichtswissenschaften zum Dr. phil. mit der Dissertation Kolonialverwaltung und Missionen in Deutsch-Ostafrika 1890–1914. 
Hans-Joachim Niesel war ab 1971 Afrika-Referent beim Deutschen Akademischen Austauschdienst (DAAD) und von 1975 bis 1979 Leiter des DAAD-Regionalbüros für Afrika (Regional Office for Africa-German Academic Exchange Service) in der Hauptstadt von Kenia in Nairobi. In dieser Zeit war er u. a. der ersten afrikanischen Friedensnobelpreisträgerin Wangari Maathai bei ihrer wissenschaftlichen Karriere an der Universität Nairobi behilflich und errang deren persönliche Freundschaft.
Im Anschluss an seine Zeit in Kenia war Niesel Stabsreferent bei der Deutschen Stiftung für internationale Entwicklung (DSE). Später wechselte er an den Deutschen Entwicklungsdienst als Leiter der Unterabteilung Planung und Steuerung. Aus beiden Organisationen bzw. Unternehmen ging die heutige Deutsche Gesellschaft für Internationale Zusammenarbeit hervor.
Gemeinsam mit seiner Ehefrau war er 1992 an der Gründung der heutigen Blumenau-Gesellschaft in der Geburtsstadt von Hermann Blumenau in Hasselfelde beteiligt. Beide erwarben sich durch ihr Wirken Verdienste um die Beziehungen zwischen Deutschland und Brasilien und insbesondere zur dortigen Stadt Blumenau. Sie bildeten u. a. die Redaktion der Mitteilungen der Blumenau-Gesellschaft e. V. Communicaçoes da Sociedade Cultural Blumenau – Alemanha. Ferner war Hans-Joachim Niesel auch Schriftführer der Berliner Gesellschaft für Missionsgeschichte.

## Publikationen (Auswahl)
- Die Kenia-Bibel. Afrikanischer Sozialismus. In: Der Politologe, 1965, 6, Dezemberheft, S. 7–12.
- Johanna Eggert: Missionsschule und sozialer Wandel in Ostafrika […] (Besprechung). In: Vierteljahresberichte der Friedrich-Ebert-Stiftung. Forschungsinstitut, 1971, S. 236–238.
- Kolonialverwaltung und Missionen in Deutsch-Ostafrika 1890–1914. Berlin 1972 (Inhaltsverzeichnis der Dissertation, DNB 730586014).
- Die afrikanische Universität von morgen. Dritte Generalversammlung der Association of African Universities (AAU) vom 9.–14. April 1973 in Ibadan/Nigeria. In: Afrika-Spektrum 8 (1973).
- The Role of the University in the Cultural Development in Africa. Die Rolle der Universität bei der kulturellen Entwicklung in Afrika. In: Afrika-Spectrum, 1977, 12, Pfaffenhofen (Ilm), S. 215–220.
- 3. Generalversammlung der Association of Faculties of Agriculture in Africa (AFAA) in Rabat/Marokko vom 25.11 bis 3.12.1978. Bericht über eine Dienstreise vom 25.11 bis 3.12.1978. Association of Faculties of Agriculture in Africa. General Conference, 1979.
- Für Kreuz und Krone. Die deutschen Missionen im Kriegsgebiet. In: Felicitas Becker, Jigal Beez (Hrsg.): Der Maji-Maji-Krieg in Deutsch-Ostafrika 1905–1907. Berlin 2005, S. 100–112.
- mit Hans M. Hinz und Almut Nothnagle (Hrsg.): Mit Zauberwasser gegen Gewehrkugeln der Maji-Maji-Aufstand im ehemaligen Deutsch-Ostafrika vor 100 Jahren. Symposium des Berliner Missionswerkes, der Berliner Gesellschaft für Missionsgeschichte und des Deutschen Historischen Museums am 11./12. November 2005, Deutsches Historisches Museum, Berlin. Otto Lembeck, Frankfurt am Main 2006, ISBN 3-87476-508-3.
- Und das war geschen … In: Mitteilungen der Blumenau-Gesellschaft, 2019, 27, Neue Folge Nr. 4, S. 1.
- mit Helmut Lölhöffel: Frida Kalischer.  stolpersteine-berlin.de; Koordinierungsstelle Stolpersteine Berlin.